# Mathematische Geographie
Die mathematische Geographie (auch mathematische Erdkunde) beschäftigt sich mit Berechnungen oder Messungen auf der Erdoberfläche. Geodäsie, Kartografie und Navigation griffen ursprünglich auf ihre Methoden zurück.
Der Begriff der mathematischen Geographie wurde vor allem im 19. und zu Beginn des 20. Jahrhunderts verwendet, während in der aktuellen Literatur der Begriff kaum mehr zu finden ist. Die behandelten Themen werden heute eher der Kartografie oder Geodäsie zugerechnet. Grundlegend für die mathematische Geographie ist das Geographische Koordinatensystem. Aus der Mathematik findet die Sphärische Geometrie, insbesondere die Sphärische Trigonometrie, Anwendung.

## Berechnungen auf der idealisierten Erdoberfläche
Während die Geografie und Mathematische Kartografie die Berechnungen von Strecken, Winkeln und Flächen für kleine Maßstäbe und geringe Genauigkeiten auf der Kugel durchführt, werden die für großmaßstäbige Karten notwendigen Berechnungen auf dem Ellipsoid der Mathematischen Geodäsie zugeordnet. 
Die folgenden Artikel zeigen die Berechnungen auf der Erdkugel auf.
Strecken:
- Orthodrome: kürzeste Strecke zwischen zwei Punkten auf der Erdoberfläche
- Loxodrome: kursgleiche Strecke zwischen zwei Punkten auf der Erdoberfläche
- Abweitung: Abstand der Meridiane entlang eines Breitenkreises

Winkel:
- Kurswinkel

Flächen:
- Fläche des Kugelzweiecks, das zwischen zwei Meridianen gebildet wird
- Fläche des Kugeldreiecks, das durch drei Punkte auf der Erdoberfläche definiert wird

## Kartennetzentwürfe
Karten werden unter Anwendung entsprechender Abbildungsvorschriften erstellt. Der Bereich der Kartennetzentwurfslehre wird daher auch als Teilgebiet der Kartografie betrachtet. Er stellt die theoretischen Grundlagen für die Abbildung der Erdoberfläche auf eine Karte und beschäftigt sich mit den dabei auftretenden Verzerrungen und deren Minimierung. Für die verschiedenen Kartennetzentwürfe werden verschiedene Abbildungsvorschriften angewandt.